# Han Myeong-suk
Đây là một tên người Triều Tiên, họ là Han.
Han Myung-Sook (tiếng Hàn Quốc: 한명숙; tiếng Trung Quốc: 韓明淑; Hán-Việt: Hàn Minh Thục; sinh ngày 24 tháng 3 năm 1944) là Thủ tướng Hàn Quốc và nghị sĩ đảng cầm quyền Uri. Bà tốt nghiệp trường Đại học Ehwa với bằng văn học Pháp.

## Tiểu sử
Năm 2001, bà là Bộ trưởng Bộ Bình đẳng giới và Gia đình và Bộ trưởng Bộ Môi trường từ năm 2003 đến 2004.
Ngày 24 tháng 3 năm 2006, sau sự từ chức của thủ tướng Lee Hae-chan, Tổng thống Roh Moo-hyun đã bổ nhiệm bà vào chức vụ thủ tướng, Han Myung-Sook trở thành nữ thủ tướng đầu tiên của Hàn Quốc.